# Alfonso Cuarón
Alfonso Cuarón Orozco (ur. 28 listopada 1961 w Meksyku) – meksykański reżyser, scenarzysta, montażysta i producent; pięciokrotny laureat Oscara. Zyskał uznanie filmem z 2001 roku I twoją matkę też, który stał się jednym z największych przebojów hiszpańskojęzycznego kina.

## Życiorys

### Wczesne lata
Urodził się w Meksyku jako syn Cristiny Orozco, biochemiczki, i Alfreda Cuaróna Santistebana, lekarza specjalizującego się w medycynie nuklearnej. Jego młodszy brat, Carlos José (ur. 1966), został także filmowcem, a drugi, Alfredo, biologiem zajmującym się ochroną przyrody. Ojciec opuścił rodzinę, gdy Alfonso Cuarón miał 10 lat. W efekcie dorastał w trudnych warunkach materialnych, odczuwał też wstyd z powodu rozejścia się rodziców i ukrywał ten fakt przed rówieśnikami. Był silnie związany emocjonalnie z Liborią Rodríguez, która pracowała jako pomoc domowa; traktował ją jako drugą matkę. Filmem zainteresował się już jako kilkulatek, a w okresie dojrzewania film stał się jego wielką pasją i ucieczką od trudnej sytuacji rodzinnej i samotności.
Po ukończeniu szkoły średniej usiłował dostać się do Centro de Capacitación Cinematográfica, jednak nie został przyjęty ze względu na zbyt młody wiek. Matka nie akceptowała jego planów kariery filmowca i ostatecznie rozpoczął studia filozoficzne. Równocześnie jednak uczęszczał na popołudniowe zajęcia w Centro Universitario de Estudios Cinematográficos (Narodowy Uniwersytet Autonomiczny Meksyku). Z uczelni tej został usunięty z powodu konfliktu z wykładowcami. Dla wsparcia rodziny podjął wówczas pracę w muzeum.

### Kariera
Po studiach trafił do środowiska filmowego, gdzie pracował jako pracownik techniczny, a później także jako reżyser filmów krótkometrażowych. Już wtedy asystował i pełnił funkcję drugiego reżysera przy filmach fabularnych – Wigilia (La víspera, 1982), Nokaut (1984) i Wielka impreza (La gran fiesta, 1986). Po sukcesie melodramatu Gaby. Historia prawdziwa (1987), gdzie był zarówno drugim reżyserem, jak i reżyserem w drugiej ekipie operatorskiej, postanowił nakręcić własny film.
W 1991 wraz z bratem Carlosem zrealizował swój pełnometrażowy debiut, komedię erotyczną Tylko ze stałym partnerem (Sólo con tu pareja, 1991) o biznesmenie kobieciarze (w tej roli Daniel Giménez Cacho), który po seksie z atrakcyjną pielęgniarką zostaje oszukany i boi się, że zaraził się AIDS. Film został bardzo dobrze przyjęty w Meksyku i został dostrzeżony przez Sydneya Pollacka, który zaangażował Cuaróna do wyreżyserowania odcinka serialu Upadłe anioły. Rozgłos przyniosły mu ekranizacje powieści Frances Hodgson Burnett Mała księżniczka (1995) i Charlesa Dickensa Wielkie nadzieje (1998).
W 2001 odniósł międzynarodowy sukces filmem I twoją matkę też, za który wspólnie ze swoim bratem Carlosem był nominowany do Oscara za najlepszy scenariusz oryginalny. W 2004 został reżyserem trzeciej części przygód Harry’ego Pottera, Harry Potter i więzień Azkabanu.
Podczas 86. ceremonii wręczenia Oscarów jego film Grawitacja (2013) otrzymał siedem Oscarów, w tym dla samego Cuaróna za najlepszą reżyserię oraz za najlepszy montaż.
Najbardziej osobisty projekt w karierze Cuaróna to nawiązująca do jego dzieciństwa i zrealizowana dla Netflixa Roma (2018). Film zdobył główną nagrodę Złotego Lwa na 75. MFF w Wenecji. Otrzymał także 10 nominacji do Oscarów, m.in. za najlepszy film, reżyserię, scenariusz oryginalny i zdjęcia, będąc jednym z dwóch najczęściej nominowanych filmów do tej nagrody w 2019. Na 91. ceremonii wręczenia Oscarów Cuarón zdobył ostatecznie statuetkę za najlepszą reżyserię oraz za najlepsze zdjęcia, a obraz został pierwszym w historii tytułem reprezentującym kinematografię meksykańską uhonorowanym Oscarem za najlepszy film nieanglojęzyczny.
Zasiadał w jury konkursu głównego na 61. MFF w Cannes (2008). Przewodniczył obradom jury na 72. MFF w Wenecji (2015).

## Filmografia
Filmy w reżyserii Cuaróna
| Rok  | Film                            | Reżyser             | Producent | Scenarzysta         | Montażysta | Rotten Tomatoes |
| ---- | ------------------------------- | ------------------- | --------- | ------------------- | ---------- | --------------- |
| 1991 | Tylko ze stałym partnerem       | Tak                 | Tak       | Tak                 | Tak        | 67%             |
| 1995 | Mała księżniczka                | Tak                 | Nie       | Nie                 | Nie        | 97%             |
| 1998 | Wielkie nadzieje                | Tak                 | Nie       | Nie                 | Nie        | 38%             |
| 2001 | I twoją matkę też               | Tak                 | Tak       | Tak                 | Tak        | 92%             |
| 2004 | Harry Potter i więzień Azkabanu | Tak                 | Nie       | Nie                 | Nie        | 90%             |
| 2006 | Ludzkie dzieci                  | Tak                 | Nie       | Tak                 | Tak        | 92%             |
| 2006 | Zakochany Paryż                 | Tak (Jeden segment) | Nie       | Tak (Jeden segment) | Nie        | 86%             |
| 2013 | Grawitacja                      | Tak                 | Tak       | Tak                 | Tak        | 96%             |
| 2018 | Roma                            | Tak                 | Tak       | Tak                 | Tak        | 96%             |

## Nagrody
- Nagroda BAFTA 2007: Najlepszy film nieanglojęzyczny za Labirynt fauna (producent)
- Nagroda na MFF w Wenecji
  - 2006: Nagroda Laterna Magica za Ludzkie dzieci
  - 2001: Najlepszy scenariusz za I twoją matkę też
- Nagroda Akademii Filmowej Najlepsza reżyseria: 2014 Grawitacja
- Nagroda Akademii Filmowej Najlepszy montaż: 2014 Grawitacja
- Nagroda Akademii Filmowej Najlepsza reżyseria: 2019 Roma
- Nagroda Akademii Filmowej Najlepsze zdjęcia: 2019 Roma
- Nagroda Akademii Filmowej Najlepszy film nieanglojęzyczny: 2019 Roma